# Seealpen-Fingerkraut
Das Seealpen-Fingerkraut (Potentilla valderia) ist eine Pflanzenart aus der Gattung Fingerkräuter (Potentilla) innerhalb der Familie der  Rosengewächse (Rosaceae).

## Beschreibung

### Vegetative Merkmale
Das Seealpen-Fingerkraut ist eine ausdauernde krautige Pflanze (Halbrosettenstaude). Das Rhizom ist dunkelbraun-schwarz und mit Blattresten bedeckt. Der Stängel ist 10 bis 30, selten bis zu 50 Zentimeter hoch, aufsteigend aufrecht, lang abstehend einfach und mit kurzen Drüsenhaaren besetzt. Die Grundblätter sind fünf- bis siebenzählig und gestielt. Die Blättchen sind insbesondere in der oberen Hälfte gesägt, oberseits grün oder gräulich und unterseits grau-filzig behaart. Die Blattnerven treten etwas hervor. Die Stängelblätter sind kürzer behaart und einfacher.

### Generative Merkmale
Je Stängel sind mehrere Blüten vorhanden. Die zwittrigen Blüten sind radiärsymmetrisch. Der Außenkelch ist schmaler und hat ungefähr die Länge der Kelchblätter. Die Kronblätter sind kürzer als der Kelch, 6 bis 7 Millimeter lang und weiß. Die Staubfäden sind behaart.
Die Blütezeit reicht von Juli bis August.

## Vorkommen
Das Seealpen-Fingerkraut kommt in den französischen und italienischen Seealpen vor. Es wächst auf Felsen und steinigen Bergwiesen auf Silikat in Höhenlagen von 1300 bis 2400 Metern.

## Belege
- Xaver Finkenzeller, Jürke Grau: Alpenblumen (= Steinbachs Naturführer.). Neue, bearbeitete Sonderausgabe. Mosaik-Verlag GmbH, München 1996, ISBN 3-576-10558-1.